# Malaiisches Stachelschwein
Das Malaiische Stachelschwein oder Kurzschwanz-Stachelschwein (Hystrix brachyura) ist eine Stachelschweinart aus der Gattung der Eigentlichen Stachelschweine (Hystrix). Es kommt in Asien von China bis nach Indien und Südostasien vor.

## Merkmale
Das Malaiische Stachelschwein erreicht eine Kopf-Rumpf-Länge von 55,8 bis 73,5 Zentimetern, die Schwanzlänge beträgt 8,0 bis 11,5 Zentimeter und das Gewicht liegt zwischen zehn und achtzehn Kilogramm. Der Hinterfuß wird 75 bis 93 Millimeter lang, die Ohrlänge beträgt 25 bis 28 Millimeter. Es ist damit wie alle Eigentlichen Stachelschweine für ein Nagetier sehr groß und schwer. Die Augen und Ohren sind sehr klein. Der Körper der Tiere ist dunkelbraun. Der Rücken und vor allem der Rumpf ist mit flachen bis viereckigen Stacheln bedeckt, die Stacheln des hinteren Drittels sind im Querschnitt rund und hart. Die Stacheln im Mittelbereich des Rückens im Bereich der Wirbelsäule sind an der Basis hellbraun und haben eine weiße Oberseite, wodurch sie helle Rückenstreifen bilden. Die Stacheln im hinteren Bereich sind an der Basis und der Spitze weiß und dazwischen braun gefärbt. Der Schwanz besitzt auffällig röhrenförmige Stacheln mit hohlen Enden, die 20 bis 30 Zentimeter lang sein können. Die Weibchen haben drei Paar seitlich angelegte Zitzen.
Die Schädellänge beträgt 131 bis 146 Millimeter. Die Nasenbeine sind lang und breit, sie erreichen eine Länge von mehr als 50 % der Schädellänge. Das Genom besteht aus 2n = 60 Chromosomen.

## Verbreitung

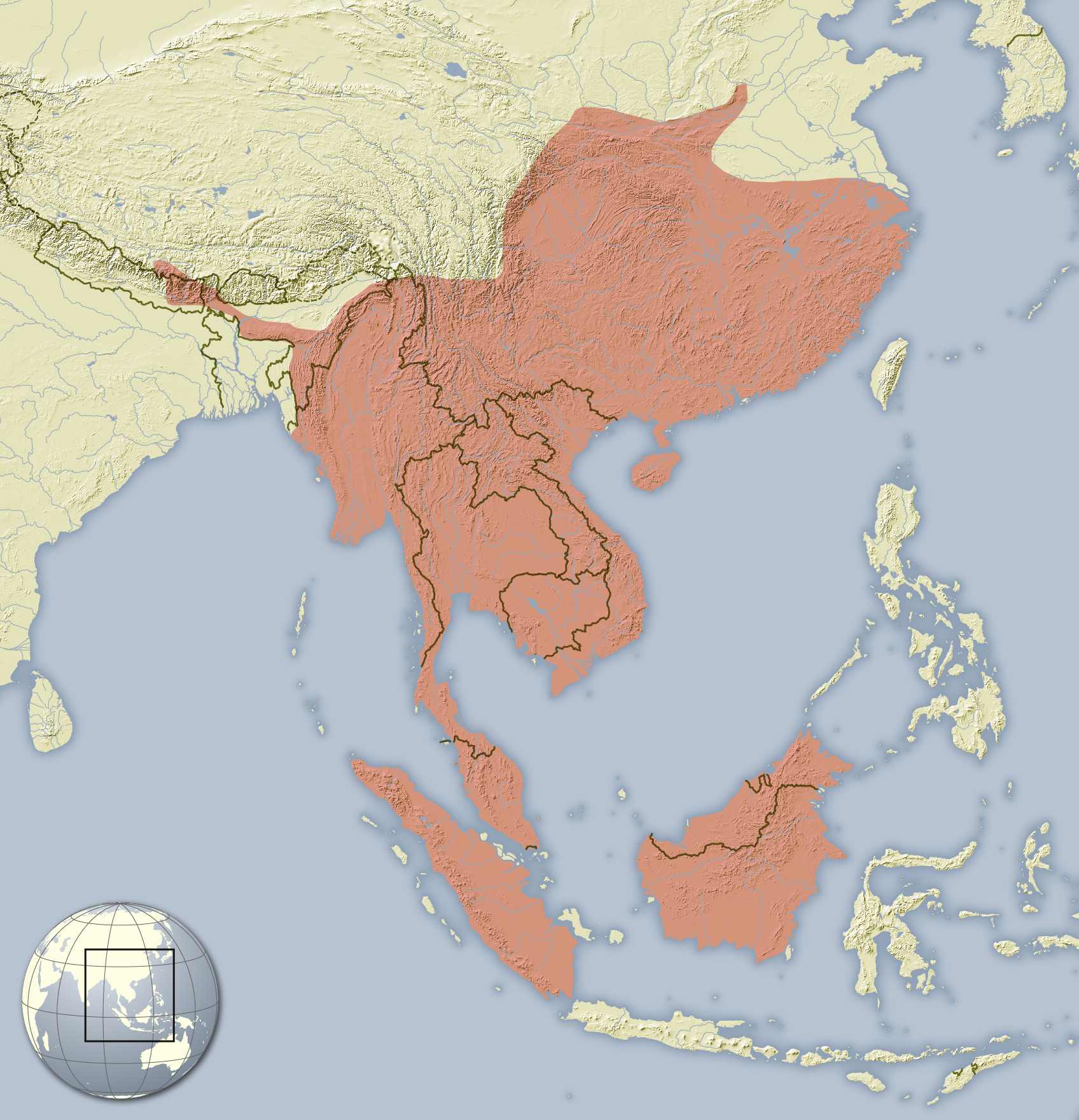
Verbreitungsgebiet des Malaiischen Stachelschweins

Das Malaiische Stachelschwein kommt in Asien vom Südosten Chinas über Nepal bis nach Indien und Südostasien vor. In Indien lebt es in Arunachal Pradesh, Sikkim, Westbengalen, Manipur, Mizoram, Meghalaya und Nagaland, das Verbreitungsgebiet umfasst zudem auch das angrenzende Bangladesch. In China beinhaltet es Teile der Provinzen Xizang (Autonomes Gebiet Tibet), Guizhou, Yunnan, Sichuan, Chongqing, Guizhou, Hubei, Hunan, Guangxi, Guangdong, Fujian, Jianxi, Zhejiang, Shanghai, Jiangsu, Anhui, Henan, Shaanxi, Gansu sowie Hongkong und die Insel Hainan. In Südostasien reicht die Verbreitung über Myanmar, Kambodscha, Thailand, Laos, Vietnam, Singapur und das Festland von Malaysia. Die Art lebt zudem auf der zu Indonesien gehörenden Insel Sumatra sowie auf Borneo sowohl im malaiischen und indonesischen Teil wie auch in Brunei. Die Höhenverbreitung reicht bis mindestens 1300 Meter.

## Lebensweise
Das Malaiische Stachelschwein lebt am Boden in Waldgebieten und offenen Flächen, wo es große Baue in Erdwälle oder unter Felsen gräbt. Die Tiere ernähren sich vorwiegend herbivor von Wurzeln, Knollen, Rinden, grünen Pflanzenteilen und am Boden liegenden Früchten. Die Baue werden in der Regel von Familiengruppen bewohnt, die nachts gemeinsam auf Nahrungssuche gehen. Wenn die Tiere bedroht werden, erzeugen sie mit den Stacheln des Schwanzes ein rasselndes Geräusch, zugleich grunzen sie und stampfen mit den Beinen auf. Die Stacheln können zwar nicht dem potenziellen Angreifer entgegen geworfen werden, die Tiere können jedoch mit ihrer Schwanzquaste zuschlagen und so die Stacheln tief in das Fleisch des Angreifers treiben.
Die Weibchen gebären ein bis zweimal im Jahr nach einer Tragzeit von etwa 110 Tagen zwei bis seltener drei Jungtiere, die als Nestflüchter sehr schnell eigenständig aktiv sind.

## Systematik
Das Malaiische Stachelschwein wird als eigenständige Art innerhalb der Gattung der Eigentlichen Stachelschweine (Hystrix) eingeordnet, die aus acht Arten in Asien und Afrika besteht. Die wissenschaftliche Erstbeschreibung stammt von Carl von Linné aus dem Jahr 1758, der die Art in der 10. Auflage seines Systema naturae unter dem noch heute gültigen wissenschaftlichen Namen beschrieb. Als Ursprungsort gab Linné Malakka in Malaysia an.

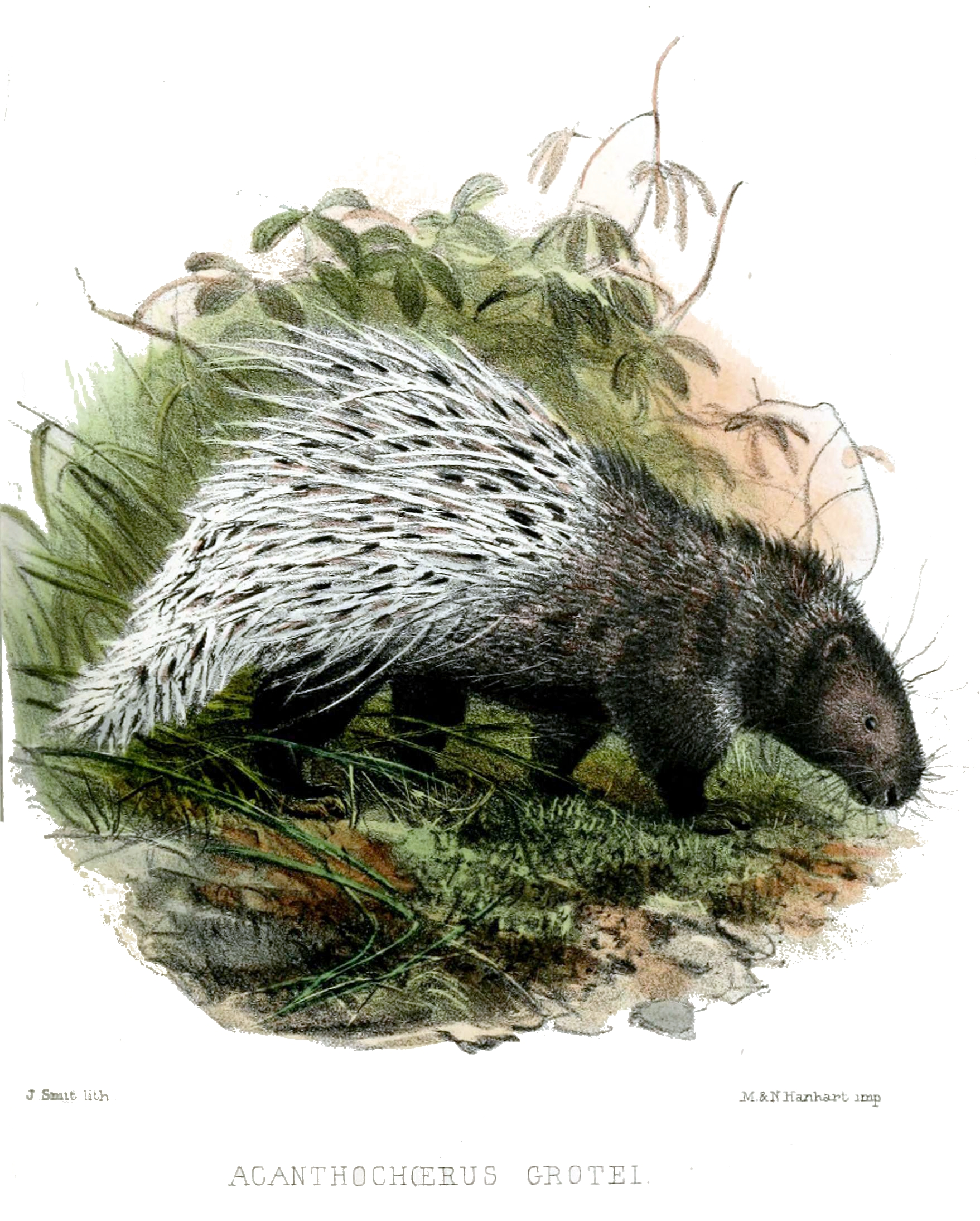
Malaiisches Stachelschwein
(Lithografie von Joseph Smit in der Zeitschrift Proceedings of the Zoological Society of London, 1866)

Innerhalb der Art werden mit der Nominatform fünf Unterarten unterschieden:
- Hystrix brachyura brachyura: Nominatform
- Hystrix brachyura bengalensis
- Hystrix brachyura hodgsoni
- Hystrix brachyura subcristata
- Hystrix brachyura yunnanensis

Smith & Yan Xie 2009 geben für den chinesischen Teil des Verbreitungsgebietes zusätzlich die Inselform Hystrix brachyura papae auf der Insel Hainan an, stellen den eigenständigen Status jedoch zur Diskussion.

## Status, Bedrohung und Schutz
Das Malaiische Stachelschwein wird von der International Union for Conservation of Nature and Natural Resources (IUCN) als nicht gefährdet (Least concern) eingeordnet. Begründet wird dies mit dem großen Verbreitungsgebiet und seinem Vorkommen in zahlreichen geschützten Regionen. Es ist relativ anpassungsfähig an Lebensraumveränderungen und der Rückgang der Bestände ist verhältnismäßig gering. In Südostasien wird die Art als Fleischlieferant bejagt, der Einfluss auf die Populationen durch die Jagd wird jedoch als gering eingestuft. In Südasien besteht lokal eine Bedrohung durch Lebensraumverluste, die vom Bau von Dämmen und der Ausbreitung der Städte und Dörfer mit ihrer Infrastruktur ausgehen.

## Belege
1. 1 2 3 4 5 6 7 8  Andrew T. Smith: Malayan Porcupine. In: Andrew T. Smith, Yan Xie: A Guide to the Mammals of China. Princeton University Press, Princeton NJ 2008, ISBN 978-0-691-09984-2, S. 274–275.
2. 1 2 3 4 5 6  Hystrix brachyura in der Roten Liste gefährdeter Arten der IUCN 2015-4. Eingestellt von: D. Lunde, K. Aplin, S. Molur, 2008. Abgerufen am 20. Dezember 2015.
3. 1 2  Hystrix brachyura (Memento des Originals vom 22. Dezember 2015 im Internet Archive)  Info: Der Archivlink wurde automatisch eingesetzt und noch nicht geprüft. Bitte prüfe Original- und Archivlink gemäß Anleitung und entferne dann diesen Hinweis.. In: Don E. Wilson, DeeAnn M. Reeder (Hrsg.): Mammal Species of the World. A taxonomic and geographic Reference. 2 Bände. 3. Auflage. Johns Hopkins University Press, Baltimore MD 2005, ISBN 0-8018-8221-4.